# Émile Gallé
Émile Gallé (4 de Maio de 1846, Nancy — 23 de Setembro de 1904, Nancy), vitralista e ebanista (a partir de 1880) francês, foi um dos expoentes da art nouveau. Trabalhou com vidros opacos e semitransparentes, ganhando fama internacional pelos motivos florais. Em termos de mobiliário reinaugurou a tradição da marchetaria. A principal temática de seus artefatos são flores e folhagens, realizadas em camadas sobrepostas de vidro, técnica por ele desenvolvida,  trabalhando com maestria a opacidade e translucidez do material. Uma produção de fins de século XIX e início do Século XX, traz especificamente paisagens tropicais, inspiradas no Rio de Janeiro.[carece de fontes?]
Seu pai, Charles Louis Édouard Gallé (1818-1902), nasceu na Picardia. Aprendeu o ofício de pintor em porcelana, mais tarde começou a viajar para o leste da França para vender as porcelanas da manufatura Bougon & Chalotas. Em 1843 ele visitou a cidade de Nancy para vender porcelanas para a loja de Jean Martin Reinemer, lá ele conheceu a sua futura esposa A jovem Fany. Seu sogro logo veio a falecer e Charles se associa a sua sogra para levar à frente o negócio familiar, aplicando todo seu conhecimento artístico ele cria peças únicas que dará início a manufatura Gallé de cerâmicas e vidros artísticos .
Antes de assumir a direção artística do negócio paterno, Émile dedicou-se aos estudos e mudou várias vezes de cidade. Em 1862 mudou-se para Weimar, não para estudar vidraria, mas filosofia, botânica, mineralogia e zoologia - o que indica a sua paixão pela flora e pela fauna. A sua ligação à mineralogia o fez especializar-se na técnica do fabrico do vidro, o que lhe permitiu realizar numerosas invenções nesse âmbito.

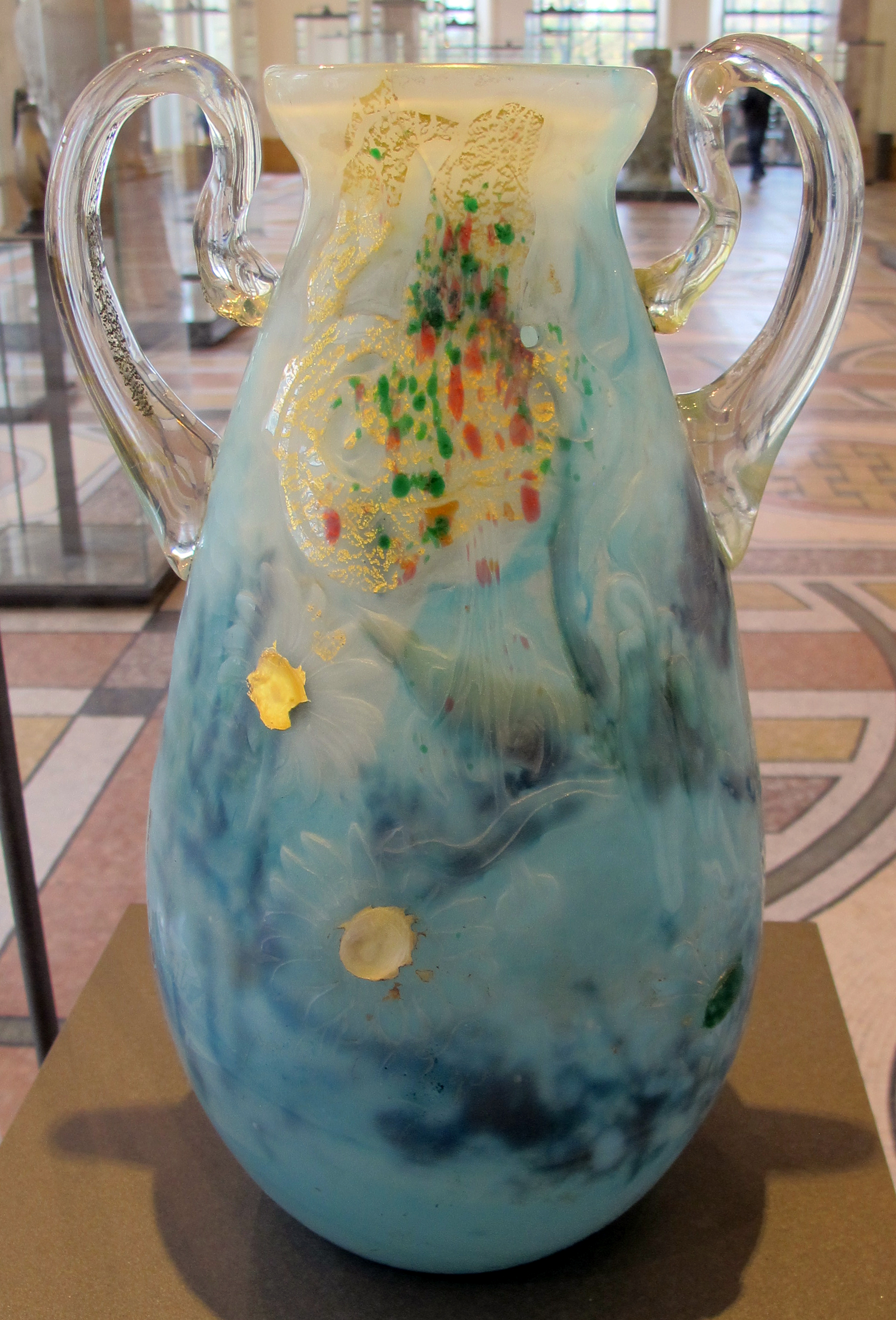
Vaso de Émile Gallé com motivos florais. Cristal soprado, em múltiplas camadas, com aplicações de ouro.

O jovem Gallé deixava-se encantar pela atmosfera de Weimar, a cidade dos poetas: ali conheceu e aprendeu a apreciar a música de Franz Liszt e Richard Wagner. Em 1886, mudou-se para Meisenthal, na Lorena, um importante centro de fabricação de vidros, e realizou práticas profissionais no local de trabalho de um antigo companheiro do seu pai durante muitos anos. Na fábrica de vidros artísticos Burgun-Schverer  aprendeu a difícil arte do vidro soprado. Esses primeiros anos foram acompanhados  de estudos sobre pintura. Também elaborou desenhos que eventualmente poderiam ser de utilidade na empresa do pai.
Em 1871 surgiu a oportunidade de representar o negócio familiar numa exposição em Londres. Lá conheceu o movimento Arts and Crafts e visitou muitas vezes o Museu de Artes e Ofícios, onde entrou em contacto com a arte japonesa. A sua relação com o Japão fortaleceu-se graças à profunda amizade que entabulou com o biólogo Tokuso Takasima, que se instalara em Nancy por volta de 1880 para estudar dasonomia.
Em 1878, Gallé foi contratado como perito no departamento de plantas da  Exposição Universal de Paris.
A mudança decisiva  no desenvolvimento deste artista data de 1874, altura em que o pai lhe  passou a direção artística do ateliê. Quatro anos mais tarde, conseguiu o triunfo na Exposição Universal de Paris com um vidro que despertou muito interesse - o  clair de lune, assim chamado em razão do seu tom de safira resultante  da adição de óxido de cobalto.